# Стубица (Никшић)
Стубица је насеље у општини Никшић у Црној Гори. Према попису из 2003. било је 68 становника (према попису из 1991. било је 72 становника).

## Историја
Партизани су у Јаворовом долу код села Стубице 28. септембра 1941. на друму Данилов Град-Никшић поставили заседу у коју су упала три италијанска камиона са 15 војника. После краће борбе камиони су спаљени, а неколико војника убијено те неколико заробљено. Друм је разрушен и за дуже време онеспособљен за саобраћај. Сутрадан Италијани су за одмазду потпуно спалили село Стубицу, убили једног младића и два старца. Том приликом су силовали и мучили те напослетку убили две жене.

## Демографија
У насељу Стубица живи 53 пунолетна становника, а просечна старост становништва износи 41,9 година (40,8 код мушкараца и 42,7 код жена). У насељу има 25 домаћинстава, а просечан број чланова по домаћинству је 2,72.
Ово насеље је углавном насељено Црногорцима (према попису из 2003. године), а у последња три пописа, примећен је пад у броју становника.
|  |

| Демографија | Демографија | Демографија |
| Година      | Становника  | Становника  |
| ----------- | ----------- | ----------- |
|             |             |             |
|             |             |             |
|             |             |             |
|             |             |             |
| 1948.       | 580         |             |
| 1953.       | 473         |             |
| 1961.       | 349         |             |
| 1971.       | 282         |             |
| 1981.       | 169         |             |
| 1991.       | 72          | 72          |
| 2003.       | 68          | 68          |
|             |             |             |

| Етнички састав према попису из 2003.‍ | Етнички састав према попису из 2003.‍ | Етнички састав према попису из 2003.‍ | Етнички састав према попису из 2003.‍ | Етнички састав према попису из 2003.‍ |
| ------------------------------------ | ------------------------------------ | ------------------------------------ | ------------------------------------ | ------------------------------------ |
|                                      |                                      |                                      |                                      |                                      |
| Црногорци                            | Црногорци                            |                                      | 49                                   | 72,05%                               |
| Срби                                 | Срби                                 |                                      | 16                                   | 23,52%                               |
| непознато                            | непознато                            |                                      | 0                                    | 0,0%                                 |

| Година пописа     | 1948. | 1953. | 1961. | 1971. | 1981. | 1991. | 2003. |
| ----------------- | ----- | ----- | ----- | ----- | ----- | ----- | ----- |
| Број домаћинстава | 148   | 102   | 82    | 60    | 40    | 26    | 25    |

| Број чланова      | 1  | 2 | 3 | 4 | 5 | 6 | 7 | 8 | 9 | 10 и више | Просек |
| ----------------- | -- | - | - | - | - | - | - | - | - | --------- | ------ |
| Број домаћинстава | 25 | 4 | 9 | 5 | 4 | 3 | 0 | 0 | 0 | 0         | 0      |

| Пол    | Укупно | Неожењен/Неудата | Ожењен/Удата | Удовац/Удовица | Разведен/Разведена | Непознато |
| ------ | ------ | ---------------- | ------------ | -------------- | ------------------ | --------- |
| Мушки  | 26     | 9                | 14           | 1              | 2                  | 0         |
| Женски | 30     | 9                | 14           | 7              | 0                  | 0         |
| УКУПНО | 56     | 18               | 28           | 8              | 2                  | 0         |

| Пол    | Укупно                    | Пољопривреда, лов и шумарство | Рибарство                            | Вађење руде и камена | Прерађивачка индустрија       |
| ------ | ------------------------- | ----------------------------- | ------------------------------------ | -------------------- | ----------------------------- |
| Мушки  | 13                        | 0                             | 0                                    | 0                    | 3                             |
| Женски | 1                         | 0                             | 0                                    | 0                    | 0                             |
| УКУПНО | 14                        | 0                             | 0                                    | 0                    | 3                             |
| Пол    | Производња и снабдевање   | Грађевинарство                | Трговина                             | Хотели и ресторани   | Саобраћај, складиштење и везе |
| Мушки  | 1                         | 3                             | 0                                    | 0                    | 1                             |
| Женски | 0                         | 1                             | 0                                    | 0                    | 0                             |
| УКУПНО | 1                         | 4                             | 0                                    | 0                    | 1                             |
| Пол    | Финансијско посредовање   | Некретнине                    | Државна управа и одбрана             | Образовање           | Здравствени и социјални рад   |
| Мушки  | 0                         | 0                             | 3                                    | 0                    | 0                             |
| Женски | 0                         | 0                             | 0                                    | 0                    | 0                             |
| УКУПНО | 0                         | 0                             | 3                                    | 0                    | 0                             |
| Пол    | Остале услужне активности | Приватна домаћинства          | Екстериторијалне организације и тела | Непознато            | Непознато                     |
| Мушки  | 2                         | 0                             | 0                                    | 0                    | 0                             |
| Женски | 0                         | 0                             | 0                                    | 0                    | 0                             |
| УКУПНО | 2                         | 0                             | 0                                    | 0                    | 0                             |